# Alsterkrugchaussee
Die Alsterkrugchaussee ist eine 4 Kilometer lange Hauptverkehrsstraße in den Hamburger Stadtteilen Fuhlsbüttel, Groß Borstel und Alsterdorf. Ihr südlicher Abschnitt ist Teil der Bundesstraße 433. Sie wird nördlich von rund 23.000 Autos und südlich von rund 40.000 Autos täglich befahren. Sie ist Teil des Hauptverkehrsstraßennetzes von Hamburg.

## Geschichte
Um 1895 oder früher hieß die heutige Alsterkrugchaussee „Alte Heerstraße“. Zum Zeitpunkt der Alten Heerstraße war die Chaussee wenig bebaut. Um sie herum lagen größtenteils nur Felder.
Seit 1986 ist ein kleiner Teil auf der Alsterkrugchaussee zwischen Alsterdorfer Damm und Maienweg Teil der Strecke des Hamburger Marathons.

### Benennung
Der Name Alsterkrugchaussee stammt aus dem Volksmund und stand für die an Stelle der alten Kieler Landstraße 1830 vollendete Chaussee von der Eppendorfer Mühle bis zum Alsterkrug.

## Denkmalgeschützte Bauten

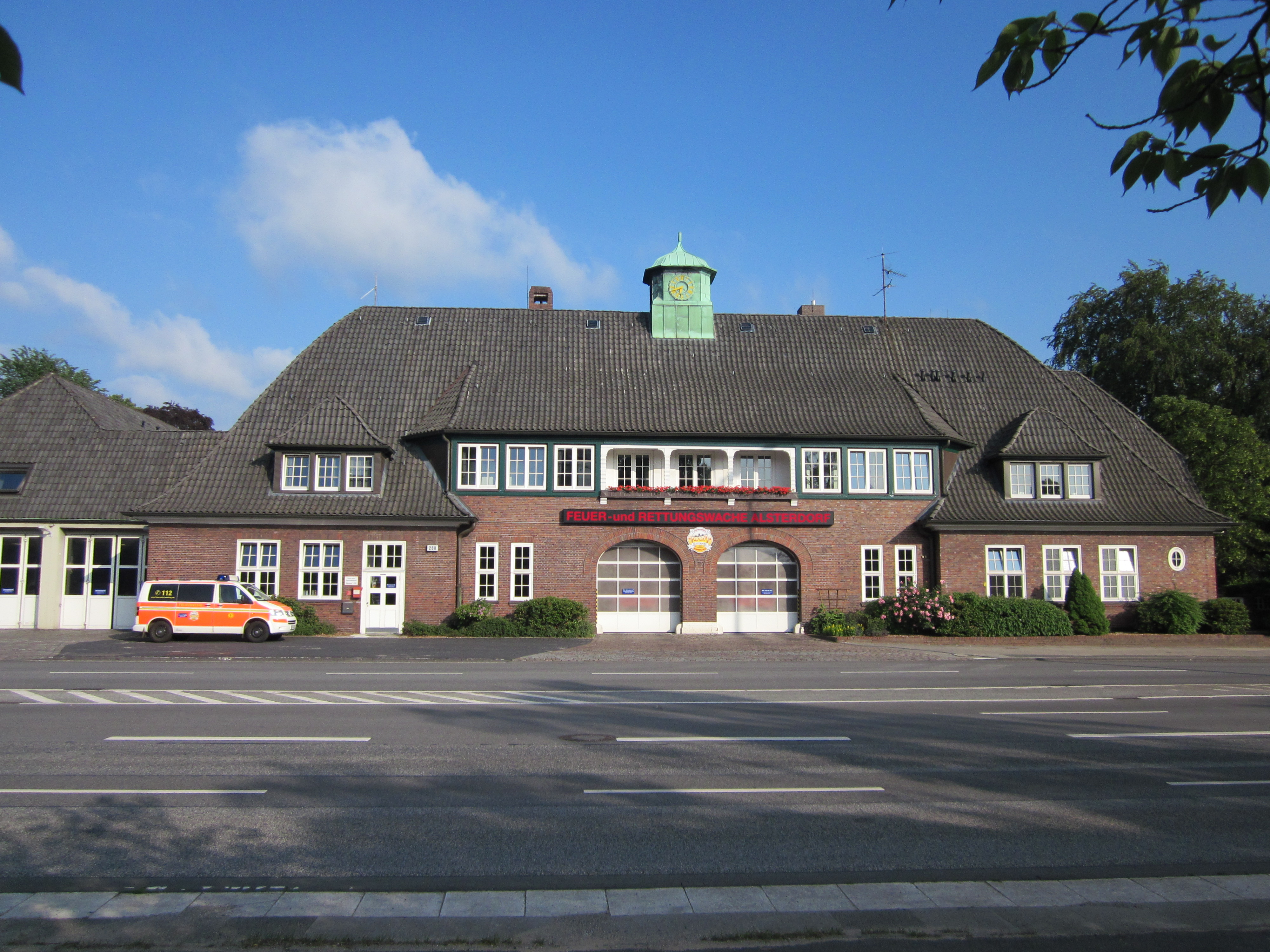
Denkmalgeschützte Feuerwache Alsterdorf, Alsterkrugchaussee 288

- Alsterkrugchaussee 184, 186, 188, 190, 288, 418, 420, 422, 424, 426, 428, 430, 432, 434, 436, 438, 440, 442 (418 – 442 Siedlung)
- Alsterkrugchaussee 387, 389, 391, 393, 395, 397, 399, 401, 403, 405, 407, 409, 411, 413, 415, 417, 419, 421 (Siedlung)
- Alsterkrugchaussee 463, 465, 467, 469, 471, 473, 475, 477, 479, 481, 483, 485, 487, 489, 491, 493 (Siedlung)

Siehe auch: Liste der Kulturdenkmäler in Hamburg-Alsterdorf, Groß Borstel und Fuhlsbüttel

## Gebäude
- An der Alsterkrugchaussee 614 befindet sich das DSG Pflegewohnstift Alsterkrugchaussee. In dieser werden pflegebedürftige Menschen gepflegt und betreut.[4]
- Die Feuerwache Alsterdorf befindet sich seit September 1914 an der Alsterkrugchaussee 288.[5]
- Das Studentenwohnheim Haus Bauhütte liegt an der Alsterkrugchaussee 212–214.[6]
- Das Israelitische Krankenhaus liegt zwar am Orchideenstieg, das Grundstück grenzt allerdings an die Alsterkrugchaussee an.

### Naturschutzgebiete
- Zwischen der Alsterkrugchaussee und dem Hamburger Flughafen befindet sich das Naturschutzgebiet Eppendorfer Moor. Es ist 26 ha groß.

### Vereine
- Ruderverein an den Teichwiesen e.V., Alsterkrugchaussee 222
- Ruderverein Wandsbek e.V., Alsterkrugchaussee 224
- Anglerverein Alster e.V. Hamburg, Alsterkrugchaussee 631